# Кедровский, Николай Иванович
Никола́й Ива́нович Кедро́вский (англ. Nicholas J. Kedrovsky, также Ке́дров, англ. Kedroff; 28 ноября 1902, Питтсбург — 15 мая 1944, Манхэттен) — деятель обновленчества, в 1934—1944 годы глава обновленческих приходов в Америке с титулом «Архиепископ Алеутский».

## Биография
Родился 28 ноября 1902 года в семье псаломщика Ивана Кедровского, который впоследствии стал священником.
Вместе с отцом уклонился в обновленчество, а в 1923 году его отец становится архиепископом и главой обновленчества в Америке.
Окончил юридический факультет Нью-Йоркского университета. Учился в обновленческой духовной академии в Ленинграде.
В 1927 году был рукоположён в сан священника и назначен к Николаевскому кафедральному собору Нью-Йорка.
В 1934 году Иоанн Кедровский умирает и «протоиерей» Николай, будучи в браке, был избран в качестве нового управляющего обновленческой Северо-Американской епархией и настоятеля Никольского собора. 25 августа 1934 года состоялось его рукоположение в «архиепископа Алеутского и Северо-Американского», которое совершили: «архиепископ и Экзарх Александрийского Патриархата в Америке» Христофор (Кондогиоргис) и обновленческий епископ Нью-Йоркский Амвросий (Райнс). Хиротония была признана обновленческим Синодом.
29 июня 1935 года «архиепископ» Николай принял участие в епископской хиротонии Иосифа (Климовича), впоследствии основавшего неканоничную религиозную организацию «Святая Православная Церковь Христа» и объявившего себя «патриархом всея Америки».
В 1935 году возведён в сан архиепископа. В 1936 году был награждён правом ношения креста на клобуке.
Скончался 15 мая 1944 года в Манхэттене, Нью-Йорк, после недельной болезни. Похоронен рядом с отцом на кладбище Вудлон (Бронкс, Нью-Йорк).